# Емил Колев
Емил Колев е български футболист, полузащитник, състезател на Ботев (Гълъбово). Роден е в София на 2 декември 1990 година.

## Кариера
Учил е в Първа Испанска, с класна госпожа Банкова (география), която говори с любов и уважение за него като един от най-интелигентните ѝ ученици. Емо е успял изцяло да промени представата ѝ за футболистите!
Колев започва своята футболна кариера в редиците на Левски (София), като преминава през всичките детски и младежки формации на „сините“. През 2009 г. е преотстъпен на Волов (Шумен).
През 2010 година подписва договор с Чавдар (Етрополе), но в началото на 2011 г. разтрогва с отбора по взаимно съгласие. През лятото на 2011 г. преминава в новака от Западната „Б“ ПФГ Сливнишки герой (Сливница), подписвайки договор за две години.
На следващата година преминава в германския отбор Брандербурген Зюд, а след един сезон се завръща в България и подписва договор с Добруджа (Добрич).